# Матейківська сільська рада
Мате́йківська сільська́ ра́да — адміністративно-територіальна одиниця та орган місцевого самоврядування в Барському районі Вінницької області. Адміністративний центр — село Матейків.

## Загальні відомості
- Територія ради: 48,11 км²
- Населення ради: 1 177 осіб (станом на 2001 рік)
- Територією ради протікає річка Мурашка.

## Населені пункти
Сільській раді підпорядковані населені пункти:
- с. Матейків
- с. Мурашка
- с. Павлівка
- с. Трудолюбівка

## Природно-заповідний фонд
На землях сільради розташована гідрологічна пам'ятка природи місцевого значення «Джерело Марії Загребельної». 

## Склад ради
Рада складалася з 16 депутатів та голови.
- Голова ради: Гребенюк Петро Григорович
- Секретар ради: Присяжна Ганна Іванівна

### Керівний склад попередніх скликань
| Прізвище, ім'я, по батькові   | Основні відомості                                                                                  | Дата обрання | Дата звільнення |
| ----------------------------- | -------------------------------------------------------------------------------------------------- | ------------ | --------------- |
| Васютинський Валерій Петрович | Сільський голова, 1958 року народження, член Комуністичної партії України                          | 26.03.2006   | 31.10.2010      |
| Гребенюк Петро Григорович     | Сільський голова, 1967 року народження, освіта вища, член Всеукраїнського об'єднання «Батьківщина» | 31.10.2010   |                 |

Примітка: таблиця складена за даними сайту Верховної Ради України

### Депутати
За результатами місцевих виборів 2010 року депутатами ради стали:

#### За суб'єктами висування
| Суб'єкт висування                                       | Кількість обраних депутатів | %    |
| ------------------------------------------------------- | --------------------------- | ---- |
| Самовисування                                           | 7                           | 43,8 |
| Соціалістична партія України                            | 4                           | 25   |
| Політична партія Всеукраїнське об'єднання «Батьківщина» | 3                           | 18,8 |
| Партія регіонів                                         | 2                           | 12,5 |

#### За округами
| № округу                                                | Прізвище, ім'я, по батькові       | Дата визнання обраним | Освіта  | Партійна приналежність                        | Відомості про обраного депутата                              |
| ------------------------------------------------------- | --------------------------------- | --------------------- | ------- | --------------------------------------------- | ------------------------------------------------------------ |
| Партія регіонів                                         |                                   |                       |         |                                               |                                                              |
| 7                                                       | Сторожук Віталій Володимирович    | 02.11.2010            | вища    | позапартійний                                 | тимчасово не працює                                          |
| 15                                                      | Михальчишина Мая Миколаївна       | 02.11.2010            | середня | позапартійна                                  | тимчасово не працює                                          |
| Політична партія Всеукраїнське об'єднання «Батьківщина» |                                   |                       |         |                                               |                                                              |
| 5                                                       | Константінов Олександр Петрович   | 02.11.2010            | середня | позапартійний                                 | СТОВ «Матейків Інвестагро», комбайнер                        |
| 10                                                      | Присяжна Ганна Іванівна           | 02.11.2010            | середня | член Всеукраїнського об'єднання «Батьківщина» | Матейківська сільська рада, касир                            |
| 11                                                      | Якульський Петро Олександрович    | 02.11.2010            | середня | член Всеукраїнського об'єднання «Батьківщина» | Матейківська загальноосвітня школа І-ІІ ст., опалювач        |
| Соціалістична партія України                            |                                   |                       |         |                                               |                                                              |
| 1                                                       | Новаківська Катерина Петрівна     | 02.11.2010            | середня | позапартійна                                  | ПОП «Україна», старший робітник                              |
| 2                                                       | Швець Оксана Леонідівна           | 02.11.2010            | середня | член Соціалістичної партії України            | СТОВ «Матейків інвестагро», бухгалтер                        |
| 4                                                       | Явтуховська Тетяна Анатоліївна    | 02.11.2010            | вища    | позапартійна                                  | тимчасово не працює                                          |
| 14                                                      | Кушнір Олексій Андрійович         | 02.11.2010            | середня | позапартійний                                 | СТОВ «Матейків Інвестагро», пасічник                         |
| Самовисування                                           |                                   |                       |         |                                               |                                                              |
| 3                                                       | Абрамова Віта Сергіївна           | 02.11.2010            | середня | позапартійна                                  | Матейківський фельдшерсько-акушерський пункт, медична сестра |
| 6                                                       | Врублевська Валентина Анатоліївна | 02.11.2010            | вища    | позапартійна                                  | Матейківська загальноосвітня школа І-ІІ ст., вчитель         |
| 8                                                       | Шевчук Григорій Павлович          | 02.11.2010            | середня | позапартійний                                 | ПОП «Україна», ветеринарний лікар                            |
| 9                                                       | Ботєва Ольга Леонтіївна           | 02.11.2010            | середня | позапартійна                                  | Матейківська сільська рада, секретар                         |
| 12                                                      | Теслюк Сергій Олександрович       | 02.11.2010            | середня | позапартійний                                 | СТОВ «Матейків Інвестагро», бригадир тракторної бригади      |
| 13                                                      | Собко Юрій Михайлович             | 02.11.2010            | середня | позапартійний                                 | Барський райагроліс, лісник                                  |
| 16                                                      | Шевчук Сергій Петрович            | 02.11.2010            | середня | позапартійний                                 | СТОВ «Матейків Інвестагро», різноробочий                     |